# Atenolol
Az atenolol (INN) magas vérnyomás, angina pectoris, szívritmus-zavarok, szívinfarktus korai akut és az infarktus utáni állapot hosszú távú kezelésére szolgáló gyógyszer.
A VIII. Magyar Gyógyszerkönyvben Atenololum    néven hivatalos.  

## Hatásmód
Az atenolol intrinszik szimpatomimetikus aktivitás(en) és membránstabilizáló aktivitás nélküli kardioszelektív β-receptor blokkoló. Hatását elsősorban a β1-receptorok blokkolása révén fejti ki, így csökken a szimpatikus idegrendszer hatása a szívizom-összehúzódás erejére és sebességére és a szív ingerületvezető rendszerére. A hatás annál kifejezettebb (erősebb), minél erősebb szimpatikus befolyás alatt áll a szív.
Atenolol adása után csökken a szívfrekvencia és a szívizom kontraktilitása (képessége az összehúzódásra), gyengül a pitvar-kamrai csomó ingerelhetősége, ezáltal csökken a szívteljesítmény, kisebb lesz az oxigénigénye. Ennek megfelelően az atenolol antianginás, vérnyomáscsökkentő, antiarrhythmiás tulajdonságú.
Hörgőgörcsök fellépése, periferiás (végtagi) vérellátási zavarok erősödése és alvászavarok jelentkezése a kardioszelektivitás és a vízoldékonyság következtében ritkábban fordul elő.Az atenolol a β2-receptorok gátlásán keresztül fokozhatja a simaizomzat tónusát. Az anginás panaszok mérséklődése/megszűnése valószínűleg a szív frekvenciájának és kontraktilitásának csökkenése következtében jön létre (a tónus fokozódása ez ellen hat).

## Fizikai/kémiai tulajdonságok
Fehér vagy csaknem fehér por, mely vízben és diklórmetánban rosszul, vízmentes alkoholban jól oldódik.

## Védjegyzett készítmények
- Atenobene
- ATENOLOL AL
- Atenolol
- ATENOLOL-B
- ATENOLOL COMP. MITE
- Atenomel
- Blokium
- BLOKIUM DIU
- Prinorm